# Groß Grabenstedt
Groß Grabenstedt gehört zur Ortschaft Andorf und ist ein Ortsteil der Hansestadt Salzwedel im Altmarkkreis Salzwedel in Sachsen-Anhalt.

## Geographie
Das ursprüngliche Dorf Groß Grabenstedt, war ein Rundplatzdorf mit Kirche auf dem Platz. Es lag 13 Kilometer westlich von Salzwedel. Nordöstlich des geschleiften Dorfes liegt eine Biogasanlage. Westlich des ehemaligen Dorfes fließt Dumme, die heute die Grenze zum Bundesland Niedersachsen bildet.
Der heutige bewohnte Rest des Dorfes ist ein großer Vierseitenhof an der Landesstraße 6. Er lag abseits des Rundplatzdorfes.

## Geschichte

### Mittelalter bis Neuzeit
Im Jahre 1297 wurde Gerardus de Gravenstede, Ratsherr der Neustadt Salzwedel, in einer Beurkundung genannt. Der Beleg kann auch Klein Grabenstedt betreffen.
Im Landbuch der Mark Brandenburg von 1375 wird das Dorf als Gravenstede aufgeführt mit 6 Höfen und einer Mühle. Weitere Nennungen sind 1449 dudeschen grauenstede, 1541 Deutsch Gravenstedt, 1608 Teutschen grauenstedt, 1687 Grossen Gravenstedt und schließlich 1804 Groß Gravenstedt oder Grabenstedt.
Knapp einen Kilometer südwestlich an der Dumme lag die „Groß Grabensteder Mühle“ später „Dietrichs Mühle“ genannt.

### Nach 1950
Zeitzeugen berichteten über die Situation nach 1950. Zum Dorf gehörten sechs Vierseitenhöfe von Großbauern, eine Wassermühle, die Feldsteinkirche, ein kleines Bauerngehöft, sechs Arbeiterwohnhäuser, eine Gaststätte, die Feuerwehr und die Schule, umgeben von Laubwäldern, Wiesen und Äckern. Etwa 100 Menschen wohnten in den 1950er Jahren in Groß Grabenstedt. Mit dem Einrichten der Sperrzone im Jahre 1952 wurden unbequeme Zeitgenossen und potenzielle Republikflüchtlinge um- und ausgesiedelt. Denn die innerdeutsche Grenze wurde verstärkt. 1961/62 kam der Stacheldraht hinzu. 1972/73 wurden der Signalzaun und die Hundelauftrasse installiert. Im Jahre 1986 mussten die letzten Einwohner in Zusammenhang mit den Zwangsaussiedlungen das Dorf verlassen. Danach wurden die Gebäude dem Erdboden gleichgemacht.
Die evangelische Dorfkirche, ein kleiner flachgedeckter spätgotischer verputzter Rechteckbau aus Backstein, wurde 1988 abgerissen. Die Glocke der Kirche, ein Guss aus dem 13. oder frühen 14. Jahrhundert, hängt heute in der Dorfkirche Osterwohle.

### Herkunft des Ortsnamens
Jürgen Udolph führt den Ortsnamen auf das niederdeutsche Wort „grave“ für „Graben“ zurück.

### Eingemeindungen
Ursprünglich gehörte das Dorf zum Salzwedelischen Kreis der Mark Brandenburg in der Altmark. Zwischen 1807 und 1813 lag es im Kanton Diesdorf auf dem Territorium des napoleonischen Königreichs Westphalen. Ab 1816 gehörte die Gemeinde zum Kreis Salzwedel, dem späteren Landkreis Salzwedel.
Am 20. Juli 1950 wurden die Gemeinden Groß Grabenstedt und Klein Grabenstedt zu einer Gemeinde mit dem Namen Grabenstedt im Landkreis Salzwedel zusammengeschlossen.
Am 1. Januar 1973 wurde Grabenstedt in die Gemeinde Andorf eingemeindet, Groß Grabenstedt wurde Ortsteil von Andorf. Am 1. Mai 1992 wurde Andorf in die Gemeinde Henningen eingemeindet. Mit der Eingemeindung von Henningen in die Hansestadt Salzwedel am 1. Januar 2010 kam der Ortsteil Groß Grabenstedt zu Salzwedel und zur neu errichteten Ortschaft Henningen. Am 1. Juli 2019 wurde aus der Gemarkung Grabenstedt und der Gemarkung Andorf die Ortschaft Andorf gebildet. Groß Grabenstedt liegt in der Gemarkung Grabenstedt. Somit gehört der Ortsteil Groß Grabenstedt seit dem 1. Juli 2019 zur Ortschaft Andorf.

### Einwohnerentwicklung

#### Gemeinde
| Jahr | Einwohner |
| ---- | --------- |
| 1734 | 037       |
| 1774 | 068       |
| 1789 | 061       |
| 1798 | 065       |
| 1801 | 064       |
| 1818 | 055       |
| 1840 | 109       |
| 1864 | 096       |
| 1871 | 114       |

| Jahr | Einwohner |
| ---- | --------- |
| 1885 | 089       |
| 1892 | [00]094   |
| 1895 | 099       |
| 1900 | [00]109   |
| 1905 | 107       |
| 1910 | [00]094   |
| 1925 | 096       |
| 1939 | 074       |
| 1946 | 096       |

Quelle, wenn nicht angegeben, bis 1946:

#### Ortsteil
| Jahr | Einwohner |
| ---- | --------- |
| 2010 | [00]5     |
| 2015 | [00]3     |
| 2020 | [00]2     |
| 2021 | [00]2     |
| 2022 | [00]2     |
| 2023 | [0]2      |

## Religion
Die evangelische Kirchengemeinde Groß Grabenstedt gehörte zur Pfarrei Osterwohle.

## Sage über das Backhaus in Groß Grabenstedt
1865 überlieferte Friedrich Krüger die folgende Sage über die Inschrift „Fiek Lichterfeld 1666“ am Niemann’schen Backhaus im Dorf. Als die Schweden im Dreißigjährigen Krieg nach Groß Grabenstedt kamen, fanden sie nur eine Wöchnerin, die soeben von einer Tochter entbunden war. Der Offizier ließ sie von seinem Feldprediger taufen und ihr den Namen „Fiek“ geben. Der Vater des Kindes war im Krieg umgekommen und hieß Lichterfeld. Diese Fiek Lichterfeld erbaute nachher das Backhaus.